# Philotoceraeus visendus
Philotoceraeus visendus är en skalbaggsart som beskrevs av Leon Fairmaire 1896. Philotoceraeus visendus ingår i släktet Philotoceraeus och familjen långhorningar.
Artens utbredningsområde är Madagaskar. Inga underarter finns listade i Catalogue of Life.